# Секонди Такоради
Секонди Такоради е пристанищен град в Южна Гана. Населението му е 445 205 жители (2012 г.). Секонди Такоради е промишлен и търговски център. Развит е жп транспорта. В района са открити находища на нефт, което спомага за разрастването на града.

## Побратимени градове
- Бостън (Масачузетс, САЩ)
- Оукланд (Калифорния, САЩ)
- Плимът (Англия)